# Ayoó de Vidriales
Ayoó de Vidriales è un comune spagnolo di 380 abitanti situato nella comunità autonoma di Castiglia e León.
Il comune comprende tre centri abitati: Ayoó de Vidriales (capoluogo), Carracedo de Vidriales e Congosta.